# Furby
 (août 2018).
Si vous disposez d'ouvrages ou d'articles de référence ou si vous connaissez des sites web de qualité traitant du thème abordé ici, merci de compléter l'article en donnant les références utiles à sa vérifiabilité et en les liant à la section « Notes et références ».
Furby est un jouet robotique électronique sous forme d'une petite peluche animée interactive, qu'il s'agit de traiter avec grand soin en tant qu'animal de compagnie virtuel. Cousin très éloigné du Tamagotchi, concurrent des Aibo. Il est développé par la société américaine Tiger Electronics, de 1998 à 2001 et par la société Hasbro de 2005 à 2007 et de 2012 à maintenant.
D'apparence, c'est une sorte de croisement entre un petit rongeur, un chat et un hibou qui fait également penser à un mogwai (gremlin avant la métamorphose). La révolution de ce jouet a été son évolution et son interaction. Plus son propriétaire s'en occupe, plus il parle français (pour les modèles francophones). Le Furby est muni de capteurs qui lui permettent d'entendre des sons, de sentir si on le touche et de voir la lumière. De plus, ils peuvent communiquer entre eux à l'aide d'un langage nommé le « Furbish ».
C'est un jouet très populaire sur le web.

## Historique
La première version de Furby est sortie entre 1998 et 2002. Elle est conçue par Tiger Electronics. Durant ces deux années, ce premier modèle sera décliné dans plein de coloris différents, dont plusieurs séries spéciales limitées très recherchées par les collectionneurs aujourd'hui. Huit séries de 6 modèles chacune ont été sorties, ainsi que 18 édition limitées. Toutefois, deux séries supplémentaires étaient prévues, mais ne sont restées qu'à l'état de prototype.
À partir de 1999, Tiger diversifie la gamme avec notamment, les bébés Furby, des modèles plus petits, plus colorés, avec un vocabulaire légèrement différents. Quatre séries de six modèles sortiront, ainsi qu'une édition spéciale printemps. Là aussi, deux autres séries et d'autres éditions spéciales étaient apparemment prévues.
Peu après la sortie du premier modèle en 1998 seront également présentés les amis de Furby (Furby friends), une nouvelle gamme composée de diverses peluches similaires au Furby comme les Shelby, sortes de coquillages à l'aspect proche des Furby originaux, et également des personnages connus du cinéma comme E.T. l'extraterestre, Gizmo le Mogwaï du film Gremlins, ou Yoda de la saga Star Wars.
Hasbro, qui a racheté Tiger à la sortie du Furby original, sort un nouveau modèle à son nom en 2005, appelé Emoto Tronic. Le nom de ce nouveau Furby vient du croisement entre émotion et électronique, son visage étant animé de telle sorte qu'il puisse suggérer les émotions. Ce nouveau modèle est plus grand, équipé de pieds articulés pour lui permettre de danser, et il est équipé d'un système de reconnaissance vocale⁣ : il comprend un certain nombre de mots et d'ordres donnés à haute voix (« Oui, Non, Salut, Comment ça va, Chante »...). En revanche, contrairement aux premiers modèles, le modèle Emoto tronic n'a plus de capteur de lumière, mais intègre un interrupteur marche/arrêt.
En 2012, Hasbro décide à nouveau de relancer la peluche et crée un nouveau modèle, sobrement baptisé "Furby". Il reprend le principe d'apprentissage des premiers modèles de 1998 ainsi que la reconnaissance vocale du modèle Emoto tronic. Il possède davantage de capteurs (notamment de capteurs de contacts, ainsi qu'un accéléromètre) et davantage d'articulations : il peut remuer son corps et ses yeux sont animés grâce à un écran LCD monochrome. Ce Furby fait évoluer sa personnalité en fonction de son traitement par son possesseur. Il possède cinq personnalités différentes (câline, diva, fou, pipelette ou méchant). Dans le même temps, Hasbro sort les Furby Party Rocker, des petits Furby d'apparence plus cartoonesque qui vont de pair avec les Furby classiques pour communiquer avec eux. Hasbro édite également une application mobile pour interagir davantage avec le Furby. Elle possèdes quelques mini-jeux, permet d'endormir la peluche sur commande ou de la nourrir, ou de traduire ses paroles en direct.
Hasbro sort un nouveau modèle l'année suivante, baptisé Furby Boom. Ce dernier est assez proche du modèle de 2012, mais possède des design plus colorés, avec notamment des motifs sur sa fourrure (pois, cœurs, rayures...). Il possède aussi cinq nouvelles personnalités (mignon, rockeur, surexcité, jovial ou bagarreur). Mais il est surtout innovant par ses nouvelles fonctionnalités. Une nouvelle application mobile est développée spécialement pour ce Furby. Elle est beaucoup plus poussée que l'application du Furby de 2012 et permet de traiter davantage Furby Boom comme un Tamagochi. Elle possède plus de mini-jeux, ainsi qu'une logique de progression au moyen d'une monnaie virtuelle, et davantage d'interactions. Les Furby Boom sont édités en version spéciales, les Furby Boom Crystal Edition, en 2014. Ces Furby ont un design composé de dégradés colorés, avec des parties s'apparentant à des cristaux minéraux. Comme avec les Party Rocker, Hasbro sortira d'autres petites peluches appelées Furblings pour communiquer avec les Furby.
En parallèle de la sortie du Furby Boom est diffusé un dessin-animé Furby, à partir du 4 novembre 2013, sur la chaîne Haboo Junior. Il est diffusé en France sur la même chaîne (Habbo Junior France), à partir du 5 mars 2014. Le groupe One Direction fait une apparition surprise durant l'été 2014 dans l'épisode Furby Boom. Le générique du dessin-animé est Is My Life interprété par la chanteuse Ceej, qui joue le rôle de Molly dans la série.
Durant l'année 2015, à l'occasion de la sortie de l'épisode VII de la saga Star Wars, Hasbro sort le Furbacca. Une sorte de croisement entre un Furby Boom et le personnage de Chewbacca.
Enfin, en 2016, Hasbro sort une nouvelle génération baptisée Furby Connect, qui possède désormais un écran LCD couleur au niveau des yeux ainsi qu'une antenne Bluetooth pour communiquer directement avec un appareil mobile, là où les anciennes versions utilisaient des sons très aigus captés par le micro du téléphone. Il fonctionne avec une nouvelle application mobile plus complète que les modèles précédents, et en est davantage dépendant. Il possède un masque de sommeil pour pouvoir s'endormir sur commande. 
Un prototype d'une nouvelle version du Furby, daté du 5 mai 2022, a été mis en vente sur eBay et repéré par un utilisateur de Tumblr, crayfurbs.
Le 22 juin 2023, Hasbro annonce la sortie d’une nouvelle gamme de Furby, qui ressemble au prototype identifié en 2022. Cette nouvelle version parle français (ou autre selon la langue de l'utilisateur) dès le départ et est équipée d'une véritable reconnaissance vocale : qui s'active en disant "Hey Furby !" et peut prononcer plus de 600 phrases différentes. Cette version n'est plus accompagnée d'une application mobile et ne dispose d'aucun moyen de se connecter à Internet. À ce jour, c'est la dernière version officielle du Furby sortie. 
La gamme s'est aussi étoffée des Furblets, mini-peluches interactives de 5 centimètres de haut, aux fonctionnalités plus limitées, et qui s'activent lorsqu'elles sont en présence d'un Furby.

## Reprises
Furby a été détourné et repris dans plusieurs œuvres de fiction.

### Cinéma
- Furby fait une apparition dans le film Les Mitchell contre les machines, dans sa version originale Tiger de 1998. Les héros font face à des centaines de Furby maléfiques.

### Jeu-vidéo
- Le jeu-vidéo d'horreur Tattletail, du studio Waygetter Electronics, parodie le phénomène Furby de la fin des années 90. Le héros se voit offrir un Tattletail, petite peluche parlante très similaire à Furby, et doit fuir « maman Tattletail », version hantée maudite de la peluche.
- Dans le jeu-vidéo Splatoon 3, un des objets pouvant être utilisé pour décorer le casier de son personnage est un jouet dans sa boîte, appelé copain calamar. Il s'agit d'une reprise de Furby, stylisée en calamar.

#### Internet
- Le 5 février 2013, les créateurs Mike Diva et Jan-Michael Losada publient une fausse pub horrifique mettant en scène un Furby (version 2012) bleu, inspirée par l'esthétique de certaines publicités japonaises[8],[9].